# Nolita Fairytale
Nolita Fairytale è un singolo della cantautrice statunitense Vanessa Carlton, pubblicato il 17 luglio 2007 come primo estratto dal terzo album in studio Heroes & Thieves. Il singolo è stato scritto dalla stessa cantante e Stephan Jenkins e prodotto da quest'ultimo.

## Video musicale
Il video è diretto da Marc Kasfeld (lo stesso regista dei video per A Thousand Miles e Ordinary Day). Il video inizia esattamente come quello per A Thousand Miles, con la cantante che si siede al pianoforte che inizia a muoversi. Non appena il pianoforte entra in strada, però, la cantante si alza e corre via, mentre il pianoforte viene investito da un taxi. Il resto del video è formato da scene dove la cantante balla e ride. Nel video sono presenti anche riferimenti a fiabe, come ad esempio Raperonzolo e Hansel e Gretel.

## Tracce
CD Singolo (Stati Uniti)
1. Nolita Fairytale (Main) – 3:29

## Classifiche
| Classifica (2007)          | Posizione massima |
| -------------------------- | ----------------- |
| Stati Uniti (adult top 40) | 26                |